# Harald Grennard
Harald Grennard, född 1919, död 2011, var en svensk målare och illustratör.
Grennard studerade konst för Otte Sköld, Hans Norsbo och Arvid Knöppel. Han har haft ett stort antal utställningar bland annat på Scandinavien Game Fair i Jönköping, Galleri God Konst i Malmö, Galleri Nord i Örebro och Galleri Contour i Stockholm. Han genomförde en egen separat vandringsutställning i Tyskland 1979-1980. Hans konst består huvudsakligen av djurstudier i naturen samt djurillustrationer för jakttidskrifter och böcker bland annat illustrerade han Ester Grennard-Bengtsons två diktsamlingar. 